# تعديل عصبي (طب)
التعديل العصبي (بالإنجليزية: Neuromodulation) هو «تبديل نشاط العصب عبر توصيل موجَّه للتنبيهات كالتنبيه الكهربائي أو العوامل الكيميائية إلى مواقع عصبية محددة في الجسم». ينفذ لتنظيم -أو تعديل- وظيفة النسيج العصبي. التعديل العصبي علاج متطور يمكن أن يشمل مجموعة من المنبهات الكهرومغناطيسية مثل الحقل المغناطيسي (التحفيز المغناطيسي للدماغ) أو التيار الكهربائي أو تطبيق دواء مباشرة في المسافة تحت الجافية (حقن الدواء داخل القراب). وتتضمن التطبيقات الناشئة الإدخال الموجه للجينات أو منظمات الجينات والضوء (علم البصريات الوراثي). وبحلول عام 2014، أُثبتت هذه التطبيقات بحد أدنى في نماذج الثدييات، أو حصَّلت بيانات التجارب الأولية على البشر. كانت التجربة الأكثر سريرية باستخدام التنبيه الكهربائي.
يوظف التعديل العصبي -سواء الكهربائي أو المغناطيسي- الاستجابة الحيوية الطبيعية للجسم عن طريق تنبيه نشاط الخلايا العصبية التي تستطيع أن تؤثر في تجمعات الأعصاب من خلال إطلاق النواقل مثل الدوبامين، أو الرسل الكيميائية الأخرى مثل الببتيد المادة پ والتي يمكن أن تعدل من استثارة وأنماط إطلاق الدارات العصبية. قد يكون هناك أيضاً المزيد من التأثيرات الكهربائية الوظيفية المباشرة على الأغشية العصبية كآلية عمل التآثر الكهربائي مع العناصر العصبية. والتأثير النهائي هو «استتباب» وظيفة الشبكة العصبية من حالتها المضطربة. تشمل آليات العمل المفترضة للتنبيه العصبي حصار نزع الاستقطاب، الاستتباب العشوائي للإطلاق العصبي، الحصار المحواري، الحد من التقرن المطلق عصبياً، وتثبيط سيالات الشبكة العصبية. على الرغم من أن الآليات الدقيقة للتنبيه العصبي غير معروفة، إلا أن الفعالية التجريبية أدت إلى تطبيق كبير سريرياً.
تشمل علاجات التعديل العصبي الناشئة والموجودة حالياً تطبيقات على الصرع المقاوم للأدوية وحالات الصداع المزمن والعلاج الوظيفي الذي يمتد من المثانة والأمعاء أو التحكم التنفسي إلى تحسين حالات العجز الحسي مثل السمع (زراعة القوقعة وزراعة جذع الدماغ السمعي)، والبصر (زرع الشبكية). تبدي التطورات التقنية ميلاً نحو الأنظمة الغازية أقل ما يمكن (أو غير الغازية)، بالإضافة إلى الأجهزة الأصغر والأكثر تعقيداً التي قد يكون لها تحكم تلقائي بالتلقيم الراجع وتوافق شرطي مع التصوير بالرنين المغناطيسي.
دُرس علاج التعديل العصبي في حالات مزمنة أخرى، مثل مرض آلزهايمر والاكتئاب والألم المزمن، وكعلاج داعم في الشفاء من السكتة.

## طرق التعديل العصبي الكهربائية الغازية
دخل التنبيه الكهربائي باستخدام الأجهزة المزروعة حيز الاستخدام الحديث في الثمانينيات، وواصلت تقنياته وتطبيقاته التطور والتوسع. تتطلب هذه الطرق عملًا جراحيًا لوضع المسرى الكهربائي. قد يُزرع المنبه أيضاً مع البطارية بشكل مشابه لجهاز ناظم الخطا، أو قد يبقى خارج الجسم.
بشكل عام، تولد أنظمة التعديل العصبي تيارات كهربائية وتتألف نموذجياً من المكونات التالية: مسرى كهربائي فوق الجافية أو تحت الجافية أو ضمن البرانشيم (المتن) الدماغي يوضع عبر تقنيات إبرة غازية أقل ما يمكن (ما يسمى الأسلاك عبر الجلد) أو عمل جراحي مفتوح على الهدف («المجذاف» الجراحي أو المساري «الشبكية»)، أو الزروع التجسيمية للجهاز العصبي المركزي، ومولد النبض المزروع. اعتماداً على المسافة من نقطة وصول المسرى الكهربائي، يمكن أن تُضاف وصلة تمديد إلى النظام. يمكن أن يحتوي مولد النبض المزروع إما على بطارية غير قابلة لإعادة الشحن تحتاج إلى استبدال كل سنتين إلى 5 سنوات (اعتمادًا على معايير التنبيه)، أو بطارية قابلة لإعادة الشحن يتم ملؤها عبر نظام شحن خارجي محرِّض.
على الرغم من أن معظم الأنظمة تعمل من خلال توليد سلسلة من التنبيهات المستمرة، إلا أن هناك الآن ظهورًا لما يسمى بتنبيه «الارتجاع المسبق» حيث يتعلق تنشيط الجهاز بحدث وظيفي مثل نوبة صرع، يُنشَّط الجهاز في هذه الحالة ويولد نبضًا غير متزامن إلى المنطقة القشرية التي تمر بنوبة صرع. من المرجح أن يصبح مفهوم تنبيه الارتجاع المسبق أكثر شيوعاً كلما اكتشفت العلامات الوظيفية للأمراض المستهدفة والاضطرابات العصبية وعرِّفت أكثر. قد يساهم التنبيه عند الطلب في إطالة عمر البطارية إذا كانت المتطلبات الحسية ومعالجة الإشارات في النظام موفرة للطاقة بدرجة كافية. ويمكن أن تسفر التصاميم الجديدة للمساري عن تنبيه أكثر كفاءة ودقة يتطلب تياراً أقل ويقلل التنبيهات الجانبية غير المرغوبة. بالإضافة إلى ذلك، للتغلب على التحدي المتمثل في منع هجرة المسرى في مناطق الجسم الخاضعة للحركة مثل الدوران والانحناء، يستكشف الباحثون تطوير أنظمة تنبيه صغيرة يتم إعادة شحنها لا سلكياً بدلاً من المسرى الكهربائي.

### تنبيه النخاع الشوكي
تنبيه النخاع الشوكي هو شكل من أشكال العلاج المعدل عصبياً الغازية وشائعة الاستخدام منذ الثمانينيات. استخدامه الرئيسي هو العلاج غير الدوائي القابل للعكس لتدبير الألم المزمن إذ إنه يولد نبضات كهربائية معتدلة إلى النخاع الشوكي. بالنسبة للمرضى الذين يشعرون بزوال الألم بنسبة 50 في المئة أو أكثر أثناء التجربة المؤقتة، قد يتم تقديم زرع دائم يوضع فيه مولد نبض قابل للزرع بحجم ساعة التوقيت تحت الجلد في الجذع، كما هو الحال في جهاز ناظم الخطا القلبي، ليولد نبضات معتدلة على طول المساري الكهربائية الدقيقة، ما يؤدي إلى تماسات كهربائية صغيرة بحجم حبة الأرز في المنطقة المراد تنبيهها من النخاع.
عادة ما يكون التنبيه ضمن مجال 20-200 هرتز، على الرغم من نشوء فئة جديدة من معايير التنبيه التي توظف سلاسل تنبيه 10 كيلوهرتز بالإضافة إلى «تنبيه الاندفاع» 500 هرتز. طُبقت سلاسل تنبيه كيلوهرتز على كل من النخاع الشوكي السليم وكذلك العقدة الجذرية الظهرية عند البشر. ثبت أن جميع أشكال تنبيه النخاع الشوكي تتمتع بدرجات متفاوتة من الفعالية لمعالجة مجموعة متنوعة من اعتلالات الأعصاب أو الاعتلالات المختلطة (العصبية والألمية) المعنّدة على الأدوية، مثل متلازمة ما بعد استئصال الصفائح الفقرية، آلام أسفل الظهر، متلازمة الألم الناحي المعقدة، اعتلال الاعصاب المحيطي، الأمراض الوعائية المحيطية والذبحة الصدرية.
تتضمن العملية العامة لتنبيه النخاع الشوكي متابعة مؤقتة للمرضى المناسبين بواسطة مولد نبض خارجي موصول بالمساري فوق الجافية الموجودة في القسم الصدري السفلي من النخاع الشوكي. تُوضع المساري الكهربائية إما عبر تقنية الإبرة الغازية أقل ما يمكن (ما يسمى الأسلاك عبر الجلد)، أو عبر العمل الجراحي المفتوح (مساري «المجداف» الجراحي).
يعد اختيار المريض أمراً أساسياً، ويجب على المرشحين اجتياز فحص نفسي صارم بالإضافة إلى إجراء طبي للتأكد من أن متلازمة الألم لديهم مقاومة للأدوية حقاً. بعد النقاهة من إجراء الزرع، يعاود المريض الخضوع لتشغيل وبرمجة النظام. بالاعتماد على النظام، قد يثير البرنامج إحساساً بالوخز يغطي معظم المنطقة المؤلمة، مستبدلاً بعض الأحاسيس المؤلمة بمزيد من إحساس التدليك اللطيف. ويذكر أن الأنظمة الأحدث لا تخلق إحساساً بالوخز. يرسل المريض إلى المنزل مع جهاز تحكم عن بعد محمول لتشغيل النظام أو إيقافه أو التبديل بين معايير التنبيه المضبوطة مسبقاً ويمكن تطبيقه لضبط المعايير.

### التحفيز العميق للدماغ
تطور علاج غازٍ آخر من علاجات التعديل العصبي في ثمانينيات القرن العشرين وهو التحفيز العميق للدماغ، والذي يمكن استخدامه للمساعدة في الحد من أعراض اضطراب الحركة في مرض باركنسون أو خلل التوتر العضلي أو الرعاش مجهول السبب. اعتُمِد على تحفيز الدماغ العميق من قبل إدارة الغذاء والدواء الأمريكية في عام 1997 لمعالجة الرعاش مجهول السبب، وفي عام 2002 لمرض باركنسون، وحصل على استثناء من الجهاز الإنساني من إدارة الغذاء والدواء في عام 2003 للأعراض الحركية في خلل التوتر العضلي. اعتُمِد استخدامه في عام 2010 في أوروبا لعلاج بعض أنواع الصرع الشديد. وأظهر تنبيه الدماغ العميق رغم كونه تحت الاختبار معالجات واعدة للمتلازمات النفسية المستعصية طبياً كالاكتئاب واضطرابات الوسواس القهري والغضب المعنّد والخرف والبدانة المرضية. وقد أظهر أيضاً وعوداً في متلازمة توريت والصعر وخلل الحركة المتأخر. يتميز علاج التنبيه الدماغي العميق -على عكس تنبيه النخاع الشوكي- بمجموعة متنوعة من أهداف الجهاز العصبي المركزي، بالاعتماد على التشريح المرضي للهدف. بالنسبة لمرض باركنسون، تتضمن أهداف الجهاز العصبي المركزي: النواة تحت المهاد والجسم الشاحب الداخلي والنواة البطنية الوسطى للمهاد. يعالج خلل التوتر العضلي غالباً عن طريق زروع موجهة للجسم الشاحب الداخلي وبشكل أقل شيوعاً لأجزاء من المجموعة المهادية البطنية. ويستهدف المهاد الأمامي في علاج الصرع.
تشمل أهداف أبحاث تنبيه الدماغ العميق المجالات التالية: Cg25 للاكتئاب، الطرف الأمامي للمحفظة الداخلية للاكتئاب بالإضافة إلى اضطراب الوسواس القهري، الطرف المركزي الإنسي/ جانب الحزمي والنوى المهادية المركزية الإنسية والنواة تحت المهاد للوسواس القهري وفقدان الشهية ومتلازمة توريت، واختُبرت النواة المتكئة والجسم المخطط البطني أيضاً لعلاج الاكتئاب والألم.

### طرق كهربائية غازية أخرى
- زرع جذع الدماغ السمعي، والذي يوفر إحساساً بالأصوات للشخص الذي لا يستطيع إجراء زراعة القوقعة بسبب تلف أو غياب القوقعة أو العصب السمعي.
- التنبيه الكهربائي الوظيفي.
- تنبيه العصب المبهم.[24]
- تنبيه العصب تحت اللساني، وهو خيار لبعض المرضى الذين يعانون من انقطاع النفس الانسدادي النومي.[25]
- تنبيه العصب الظنبوبي عبر الجلد لعلاج سلس البول.
- تنبيه العصب المحيطي (الجهاز العصبي المحيطي، والذي يشير إلى تنبيه الأعصاب ما بعد العمود الفقري أو الدماغ، ويمكن اعتباره شاملاً لتنبيه العصب القذالي أو العجزي).
- تنبيه العصب القذالي.
- تنبيه العصب العجزي/ التعديل العصبي العجزي.

## الطرق الكهربائية غير الغازية
تستخدم هذه الطرق مساري كهربائية خارجية لتطبيق تيار على الجسم من أجل تغيير أداء الجهاز العصبي.
وتشمل هذه الأساليب:
- التنبيه بالتيار المباشر عبر الجمجمة.[13]
- التنبيه الكهربائي للعصب عبر الجلد.
- المعالجة بالتخليج الكهربائي.

## الطرق المغناطيسية غير الغازية
عادة ما تكون الطرق المغناطيسية للتشكيل العصبي غير غازية، أي أنه لا يستدعي إجراء عملية جراحية للسماح للمجال المغناطيسي بدخول الجسم لأن النفاذية المغناطيسية للأنسجة تشبه تلك الموجودة في الهواء. بمعنى آخر: يخترق المجال المغناطيسي الجسم بسهولة شديدة.
تتشابه التقنيتان الرئيسيتان بشكل كبير في استخدام كلتيهما التغييرات في شدة المجال المغناطيسي لتحريض مجالات كهربائية وتيارات أيونية في الجسم، ولكن هناك اختلافات في الطرق والمعدات. في التنبيه المغناطيسي المتكرر عبر الجمجمة يكون للتحفيز سعة عالية (0.5-3 تسلا)، ويمكن الوصول إلى تعقيد قليل ودقة تشريحية من خلال مجال مغناطيسي بؤري للغاية. في الحقول الكهرومغناطيسية النبضية عبر الجمجمة يكون التحفيز منخفض السعة (0.01-500 مللي ثانية)، ويمكن الوصول إلى درجة عالية من التعقيد والدقة التشريحية من خلال المحتوى الترددي الدقيق للإشارة.
- التنبيه المغناطيسي المتكرر عبر الجمجمة.
- الحقول الكهرومغناطيسية النبضية عبر الجمجمة.

## الطرق الكيميائية الغازية
التحوير العصبي الكيميائي غازيّ دوماً، إذ يُطبق الدواء في مكان محدد للغاية من الجسم. البديل غير الغازي هو العلاج الدوائي التقليدي، على سبيل المثال بلع حب دوائي.
- أنظمة تطبيق الأدوية داخل القراب (والتي قد توصل جرعات صغيرة من المسكنات -على سبيل المثال، زيكونوتيد- أو الأدوية المضادة للتشنج (مثل باكلوفين) مباشرة إلى موقع العمل).